# Phytomyza doronici
Phytomyza doronici är en tvåvingeart som beskrevs av Friedrich Georg Hendel 1923. Phytomyza doronici ingår i släktet Phytomyza och familjen minerarflugor. Inga underarter finns listade i Catalogue of Life.